# Đại học Công nghệ Nagaoka
Đại học Công nghệ Nagaoka (長岡技術化学大学  Nagaoka Gijutsu Kagaku Daigaku), viết tắt Nagaoka Gidai, là một đại học quốc lập về công nghệ được thành lập năm 1976 ở Nagaoka, tỉnh Niigata, Nhật Bản. Đây là một trong hai trường đại học Công nghệ (một hình thức đại học) ở Nhật Bản, trường còn lại là Đại học Công nghệ Toyohashi ở tỉnh Aichi. Nhiều sinh viên theo học ở trường vốn xuất thân từ trường cao đẳng công nghệ, một dạng trường cao đẳng 5 năm gọi là “kosen” ở Nhật. Trường đại học Công nghệ Nagaoka yêu cầu sinh viên năm thứ 4 phải tham gia một kỳ thực tập 5 tháng ở các công ty tư nhân, cơ quan chính phủ, và những nơi khác. Trường có tỉ lệ sinh viên ra trường có việc làm rất cao trong các đại học quốc lập ở Nhật.

## Tổ chức

### Các khoa
- Cơ khí
- Điện, Điện tử và Thông tin
- Khoa học và Công nghệ Vật liệu
- Xây dựng
- Công nghệ sinh học
- Quản lý thông tin

### Trường sau đại học về kỹ thuật
Chương trình thạc sĩ
- Cơ khí
- Điện, Điện tử và Thông tin
- Khoa học và Công nghệ Vật liệu
- Xây dựng
- Môi trường
- Công nghệ sinh học
- Quản lý thông tin

Chương trình tiến sĩ
- Khoa học thông tin và kỹ thuật điều khiển
- Khoa học Vật liệu
- Khoa học Môi trường và Năng lượng
- Công nghệ sinh học tích hợp

### Trường sau đại học về quản lý công nghệ
Khoá học cấp bằng chuyên môn
- An toàn hệ thống

## Lịch sử
- 1976: Thành lập
- 1978:  Tổ chức lễ khai giảng khoá học kỹ sư đầu tiên
- 1980: Mở trường đào tạo sau đại học (thạc sĩ)
- 1986: Mở trường đào tạo sau đại học về kỹ thuật (tiến sĩ)
- 2000: Tái cơ cấu lại các khoá học
- 2006: Mở trường đạo tạo sau đại học về quản lý công nghệ (bằng chuyên môn)
- 2012:  Mở khoa hệ thống an toàn hạt nhân

## Các hiệu trưởng
1. Kawakami Masamitsu
2. Saito Shinroku
3. Kanno Masayoshi
4. Uchida Yasuzo
5. Hattori Ken
6. Kojima Yo
7. Niihara Koichi
8. Nobuhiko Azuma

## Vị trí
Trường nằm ở ngoại ô thành phố Nagaoka thuộc tỉnh Niigata, gần công viên Hillside Echigo (công viên quốc gia)
- Từ ga Nagaoka (cách ga Tokyo 1 tiếng 40 phút đi bằng tàu cao tốc Shinkansen) đến trường bằng taxi mất khoảng 20 phút, bằng xe buýt mất khoảng 30 phút.
- Từ cửa ra Nagaoka Interchange của cao tốc Kan-etsu, đi ô tô mất khoảng 5 phút.